# لواء هحاريم
لواء هحاريم (بالعبرية: חטיבת ההרים، خاتيفات هحاريم) أي لواء الجبال هو لواء إقليمي يتبع الفرقة 210 (فرقة باشان)، في الجيش الإسرائيلي.

## تاريخه
تشكل اللواء في 19 مارس 2024 على الحدود مع سوريا ولبنان في خضم الحرب الفلسطينية الإسرائيلية 2023. جاء تشكيل اللواء «كجزء من الرد العملياتي على الوضع على الحدود الشمالية ووفقاً لتقييم الوضع» حسب ما أعلنه الجيش الإسرائيلي وذلك بعد تزايد حدة التوتر والقصف المتبادل مع حزب الله على جانبي حدود لبنان الجنوبية ومنطقة الجولان السورية المحتلة. وقد كُلف لواء هحاريم بالعمل بمناطق جبل الشيخ وجبل دوف (جبل الروس)، تحت قيادة فرقة باشان التابعة للقيادة الشمالية، ليحل محل لواء حرمون الإقليمي الحالي (اللواء 810) مع تكليف العقيد ليرون أبلمان بتولي قيادة اللواء الجديد.